# Pavonia integrifolia
Pavonia integrifolia är en malvaväxtart som beskrevs av Standley. Pavonia integrifolia ingår i släktet påfågelsmalvor, och familjen malvaväxter. Inga underarter finns listade i Catalogue of Life.